# Fenolftalein
| fenolftalein (sav-bázis indikátor) |   |                |
| pH 8,2 alatt                       |   | pH 10,0 fölött |
| színtelen                          | ⇌ | lila           |
|                                    |   |                |

A fenolftalein egy C20H14O4 összegképletű szerves vegyület. Gyakran alkalmazzák sav-bázis indikátorként sav-bázis titrálásoknál. A fenolftalein vízben oldhatatlan, kísérleteknél az alkoholos oldatát használják. Maga a fenolftalein gyenge sav, ami vizes oldatban képes protonokat leadni.
A fenolftaleint ftálsavanhidrid és fenol kondenzációjával állítják elő, savas közegben. Nevét is a ftálsavról és a fenolról kapta.

## Felhasználás
A fenolftaleint korábban hashajtónak használták, de ma már nem használják, mivel rákkeltő. A kísérleteknél használt kis mennyiségű fenolftalein azonban ártalmatlan.
A fenolftaleint sav-bázis indikátornak használják. A fenolftalein sav jelenlétében színtelenre, bázis jelenlétében lilára/rózsaszínre változik. Az univerzális indikátor egyik összetevője (az univerzális indikátor különböző indikátorok oldatainak keveréke, általában fenolftalein, brómtimolkék, timolkék, metilvörös, és timolftalein indikátorokat tartalmaz).

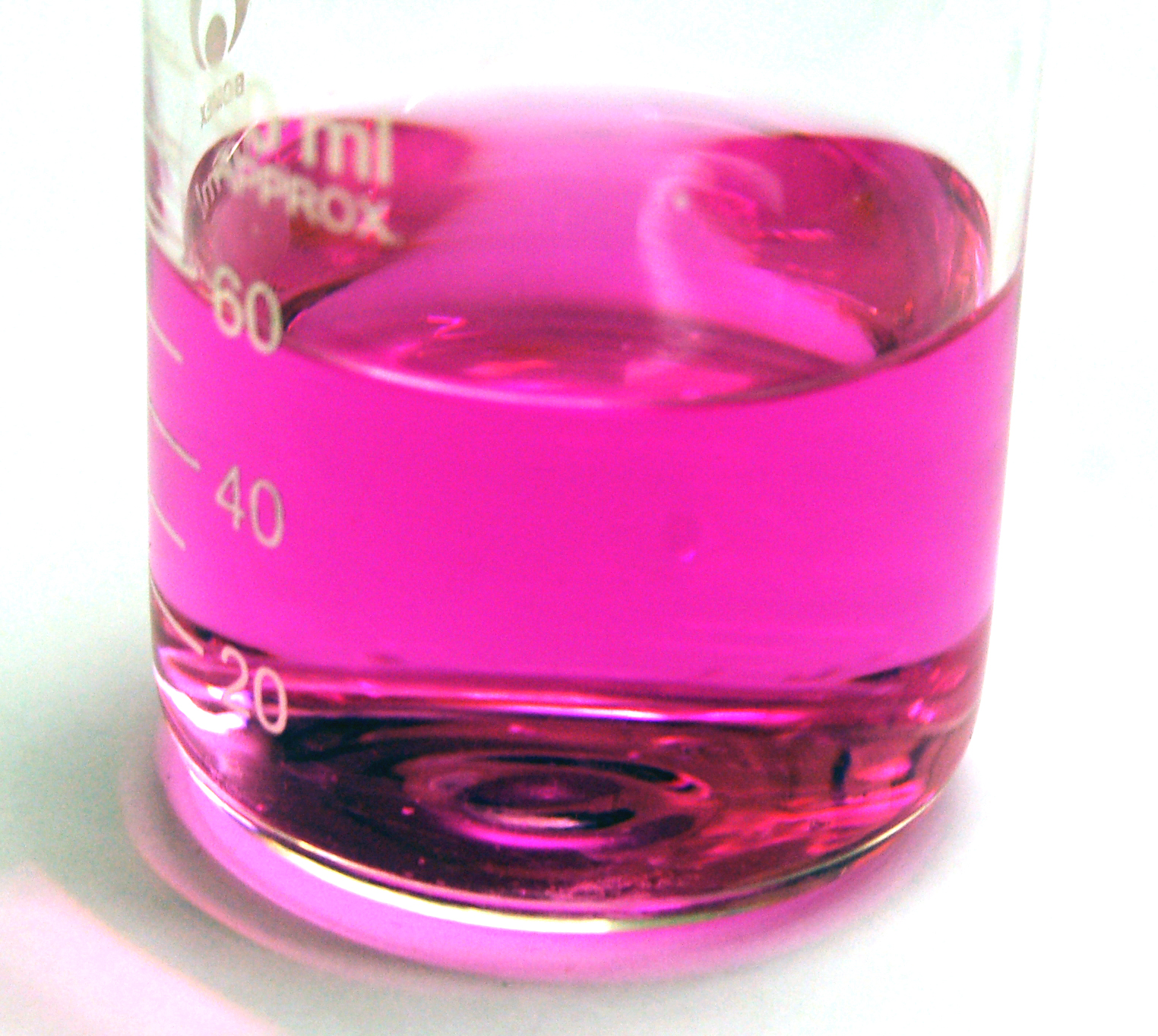
A fenolftalein lúgos kémhatású oldatban (pH=9)

## A fenolftalein szerkezetének és színének függése a pH-tól
|           | H3In+   | H2In      | In2−     | In(OH)3−  |
| Szerkezet |         |           |          |           |
| Modell    |         |           |          |           |
| pH        | < 0     | 0–8,2     | 8,2–12,0 | > 12,0    |
| Szín      | narancs | színtelen | lila     | színtelen |
| Kép       | \| \|   | \| \|     | \| \|    | \| \|     |
|           |         |           |          |           |